# Модрузени (Вранча)
Модрузени (рум. Modruzeni) насеље је у Румунији у округу Вранча у општини Марашешти. Oпштина се налази на надморској висини од 62 m.

## Становништво
Према подацима из 2002. године у насељу је живело 54 становника, од којих су сви румунске националности.